# Medalla de la República Oriental del Uruguay
La Medalla de la República Oriental del Uruguay es una distinción de Uruguay creada por Ley n.º 16300 y otorgada por la Presidencia de la República a iniciativa del Ministerio de Relaciones Exteriores a personalidades extranjeras, en razón del principio de reciprocidad protocolar.

## Régimen jurídico
La distinción fue creada por la Ley n.º 16300 del 28 de agosto de 1992, que establece que se autoriza al Poder Ejecutivo a acuñar la medalla, con el objetivo de que la Presidencia, a iniciativa del Ministerio de Relaciones Exteriores, la entregue a personalidades extranjeras con motivos de reciprocidad, previamente dando cuenta a la Asamblea General, y encarga al Poder Ejecutivo la reglamentación del registro, diseño, ceremonia y otras cuestiones de la medalla.
La reglamentación de la ley fue dada por el Decreto N° 132/993 del 16 de marzo de 1993, que aprueba el Reglamento de la Medalla. El Decreto N° 217/995 del 13 de junio de 1995 establece dos categorías de la Medalla, el Decreto N° 300/995 del 8 de agosto de 1995 añade una tercera, el Decreto N° 376/995 del 10 de octubre de 1995 añade una cuarta y el Decreto N° 1/998 del 9 de enero de 1998 establece una quinta categoría.

## Características
Esta distinción consta de la medalla y del diploma.
La medalla se caracteriza por tener en su frente el Escudo Nacional, de metal enchapado en oro de 24 quilates con unas dimensiones de 65 milímetros de alto por 60 milímetros de ancho. Su Sol estará labrado, las hojas de laurel y olivo acompañan el óvalo del Escudo en medio punto labradas, y su centro llevará un "bombeado", con colores esmaltados en blanco y azul con terminación de vidrio.
El reverso de la misma contiene el texto "República Oriental del Uruguay" en relieve y con un diámetro de 41 milímetros, y al centro el texto "Medalla de la República" en relieve, recto en tres líneas.
La medalla es enarbolada por una cinta de bandera de Uruguay de 30 milímetros, en la que lleva un pasador de metal con terminación triangular de mayor a menor.
El texto del diploma lo establece el Anexo N° 2 del Reglamento.

## Otorgamiento
La medalla la otorga el Presidente de la República, a iniciativa fundada del Ministerio de Relaciones Exteriores, a personalidades extranjeras, en razón del principio de reciprocidad protocolar de estilo en la comunidad internacional. Previo al otorgamiento de la medalla se dará cuenta a la Asamblea General.
El Ministerio de Relaciones Exteriores es quien lleva el registro cronológico de los beneficiarios, anotando sus nombres y apellidos, el cargo, un resumen biográfico y una fotocopia del diploma que acompaña a la Medalla.
Para la entrega de la Medalla se hace un acto público dirigido por el presidente de la República, quien entregará la Medalla junto con un Diploma firmado por él mismo. Si la entrega no fuera posible por estar el beneficiario en el extranjero, esta se puede hacer por una persona designada por el Poder Ejecutivo.

## Galardonados
Entre los galardonados se encuentran el expresidente argentino (1989-1999) Carlos Menem, el expresidente de Polonia (1990-1995) Lech Wałęsa, el ex director general de la Organización de las Naciones Unidas para la Alimentación y la Agricultura (1994-2011) Jacques Diouf, el expresidente de Rumania (2000-2004) Ion Iliescu, el octavo Secretario General de las Naciones Unidas (2007-2017) Ban Ki-moon, el 24° presidente de Francia François Hollande y el primer ministro de Japón Shinzō Abe.

## Historia y críticas
Durante el debate parlamentario en la Cámara de Senadores, hubo senadores que consideraban esta Medalla como un regalo de estilo protocolar, tal como dijo el Senador Raffo, lo cual es rebatido por el Senador Cassina, porque por lo que se dijo a favor en la discusión en la Cámara de Representantes a favor de la propuesta, refiere a la reciprocidad, al decir de que cuando el presidente de Uruguay "concurre a otro país, como invitado, o recibe en ese carácter a dignatarios extranjeros, normalmente le entregan condecoraciones y él no tiene nada para dar a la recíproca". Y el hecho de serla rompe con una tradición desde los tiempos de Artigas, y es un valor que considera que se debe conservar.
El Senador se cuestiona además por qué la limitación de la reciprocidad, porque si viniera una personalidad extranjera como las  que han rendido servicios a la humanidad, pero resulta que su país no le ha dado al Presidente de Uruguay una condecoración, por lo que no podría dársele la Medalla al no haber reciprocidad.
El Senador Abreu plantea que el principio de reciprocidad protocolar aquí no signiica que tenga que otorgarse la medalla a cada uno de los visitantes disntiguidos que le entregaren un obsequio similar, ya que no existe una equiparación de condecoraciones. Lo que hay es que por medio de esa reciprocidad protocolar se crea, en su opinión, un elemento uniformizador y democrático por el que el Estado cuenta con un patrón común en lugar de canalizar los obsequios en unción del criterio o el gusto de cada govbernante. Además, constituiría un elemento de ayuda al Estado al mantener la tradición de austeridad el país y se evitan los regalos pomposos y excesivos.
Con ocasión de la entrega de la Medalla al entonces Embajador de los Estados Unidos en Uruguay Martin J. Silverstein, unos días después Juan Raúl Ferreira Sienra criticó en una columna de opinión la entrega de la medalla, argumentando que no se pudo condecorar al Embajador ni a ninguno otro por la razón de que "en Uruguay no existe la figura de la condecoración", por lo cual en su opinión se haría participar a un extranjero en un "espectáculo impostor", agraviándolo en lugar de homenajearlo.
El sustento de esta afirmación Ferreira Sienra lo señala (como ya lo había hecho cuando estuvo en el debate parlamentario como diputado en la época de la discusión del proyecto de ley) en que es una de las tradiciones más arraigadas en el país, que figuras como José Artigas rechazaron títulos y que es el único país en la región en el que no se le llama "Excelencia" al Presidente y Ministros ni "Honorables" a los legisladores sino que se les refiere por su cargo como tal, en una tradición de la República como entidad austera que genera obligaciones y no premios.
Destaca que en Uruguay no había habido condecoraciones salvo cuando se crearon durante la Dictadura.
En cuanto a los argumentos jurídicos, indica que no había ley que establezca una condecoración, y de haberla sería incosntitucional. Asimismo, el artículo 85 numeral 13 de la Constitución establece que solamente compete al Poder Legislativo decidir honores a autoridades extranjeras ("decretar honores públicos a los grandes servicios"), por lo tanto una ley que pusiera ese instrumento a manos del Poder Ejecutivo es inconstitucional.